# CHAMP TV
CHAMP TVは韓国のアニメ専門放送チャンネルである。

## 放送作品

### 日本のアニメ
- ドラえもん（日本テレビ制作版を除く）
  - 第2期第1作
  - 第2期第2作
- ONE PIECE
- うちの3姉妹
- クレヨンしんちゃん
- サザエさん
- 百獣戦隊ガオレンジャー
- 遊☆戯☆王
- 遊☆戯☆王デュエルモンスターズGX
- 最終兵器彼女
- 魔法戦隊マジレンジャー
- トランスフォーマーギャラクシーフォース
- X
- フルメタル・パニック!
- 遊☆戯☆王5D's
- グラップラー刃牙
- 妖しのセレス
- らき☆すた
- るろうに剣心 -明治剣客浪漫譚-
- カードキャプターさくら
- 攻殻機動隊 STAND ALONE COMPLEX
- ギャグマンガ日和
- 機動戦士ガンダム00（ファーストシーズンのみ）
- 金田一少年の事件簿
- 出撃!マシンロボレスキュー
- たいむとらぶるトンデケマン!
- 魔動王グランゾート
- アイシールド21
- HUNTER×HUNTER 第1作
- 天空のエスカフローネ
- フルーツバスケット
- スクールランブル
- 鋼の錬金術師
- 鋼の錬金術師 FULLMETAL ALCHEMIST
- ヴァンドレッド
- 中華一番!
- 雪の女王
- プリンセスチュチュ
- こどものおもちゃ
- シャーマンキング
- 十二国記
- わがまま☆フェアリー ミルモでポン!
- ぴちぴちピッチ
- DAN DOH!!
- セクシーコマンドー外伝 すごいよ!!マサルさん
- ブラック・ジャック OVA
- DEATH NOTE
- ふしぎ遊戯
- スーパーロボット大戦ORIGINAL GENERATION THE ANIMATION
- LAST EXILE
- NANA
- 無限戦記ポトリス
- 魔法騎士レイアース
- 超星艦隊セイザーX
- ポケットモンスターシリーズ
  - ポケットモンスター (1997-2002年のアニメ)
  - ポケットモンスター アドバンスジェネレーション
  - ポケットモンスター ダイヤモンド&パール
- とっとこハム太郎
- レ・ミゼラブル 少女コゼット
- ヤマトナデシコ七変化♥
- ルパン三世（TVスペシャルのみ）
- 極上生徒会
- 新世紀エヴァンゲリオン
- 機動戦士ガンダムSEED
- 幽☆遊☆白書
- 藍より青し
- 未来少年コナン
- プリキュアシリーズ
- デジモンセイバーズ
- デジモンクロスウォーズ
- CLANNAD
- 犬夜叉
- ドラゴンボールZ
- トリコ
- おそ松さん

### 海外のアニメ
太字以外は全て韓国制作のアニメ
- ダオベチブムヒル大騒動
- クルクルと仲間たち
- 快傑ロンマン ナロンイ
- Kuťáci, ... A je to!, Pat a Mat
- オリンポスガーディアン
- スピード王雷
- Oops!フェアリーペアレンツ
- アップルキャンディ
- Winx Club
- 宇宙忍者ゴームズ
- Hutos
- The Fairies of Crystals Z-SQUAD
- マスクマン
- Dibo The Gift Dragon
- Hello Woobiboy
- My Friend Haechi
- タイムトラベラー・ルーク（朝鮮語版）